# 大神宮神社
大神宮神社（だいじんぐうじんじゃ）は、長野県佐久市岩村田にある神社。鼻顔稲荷神社の上に鎮座。旧社格は無格社。

## 祭神
祭神は天照皇大神（天照大神）。日本の皇室の祖神とされる伊勢神宮の神である。健康長寿・家内安全・五穀豊穣・商売繁盛・交通安全といった神徳があり、地元・稲荷町区において広く信仰を集める。
境内社として「天神宮」があり、文道の神・菅原道真をまつっている。学業成就・合格祈願のほか、書道・歌道・芸事の上達、雷除けといった神徳がある。

## 歴史

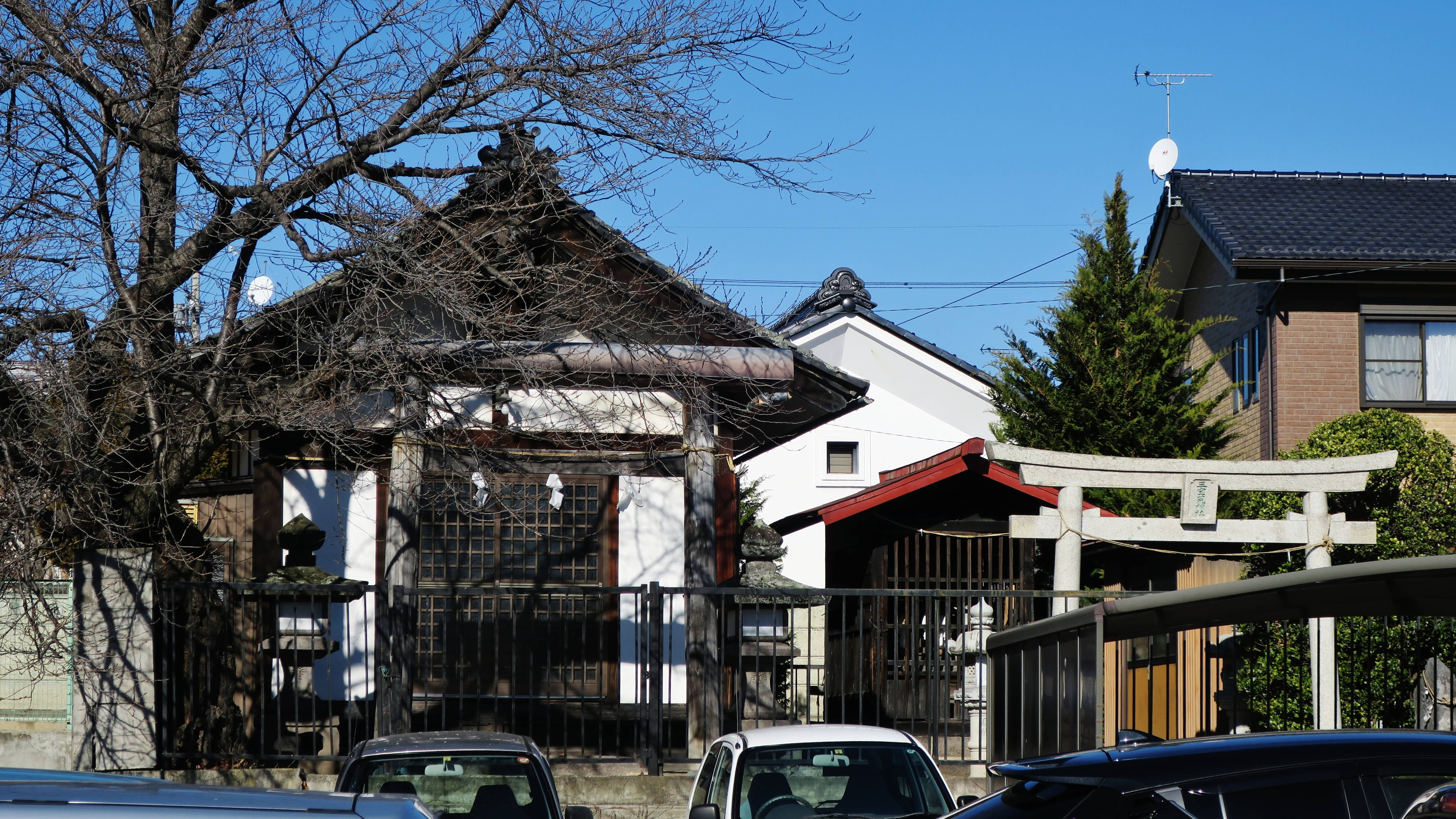
町中にある神明神社（左）と三宝荒神社（右）

平安時代創建。岩村田の寺社としては最古とされる。明治の初め頃までは現在の佐久市中央公園がある場所に鎮座していたが、移築された。天照大神をまつる神明神社としては、岩村田の町中にもう1社存在する（神明神社、佐久市大字岩村田字中宿768）。町内に2社存在するのは、内宮（皇大神宮）と外宮（豊受大神宮）をそれぞれ勧進したからであるという。
境内社「天神宮」については稲荷町天神堂地籍にあった仏堂の「天神堂」が明治初め頃に神式の「天神宮」としてまつられるようになったものである。「天神堂」に関する記述は古く鎌倉時代の古文書にも見える。

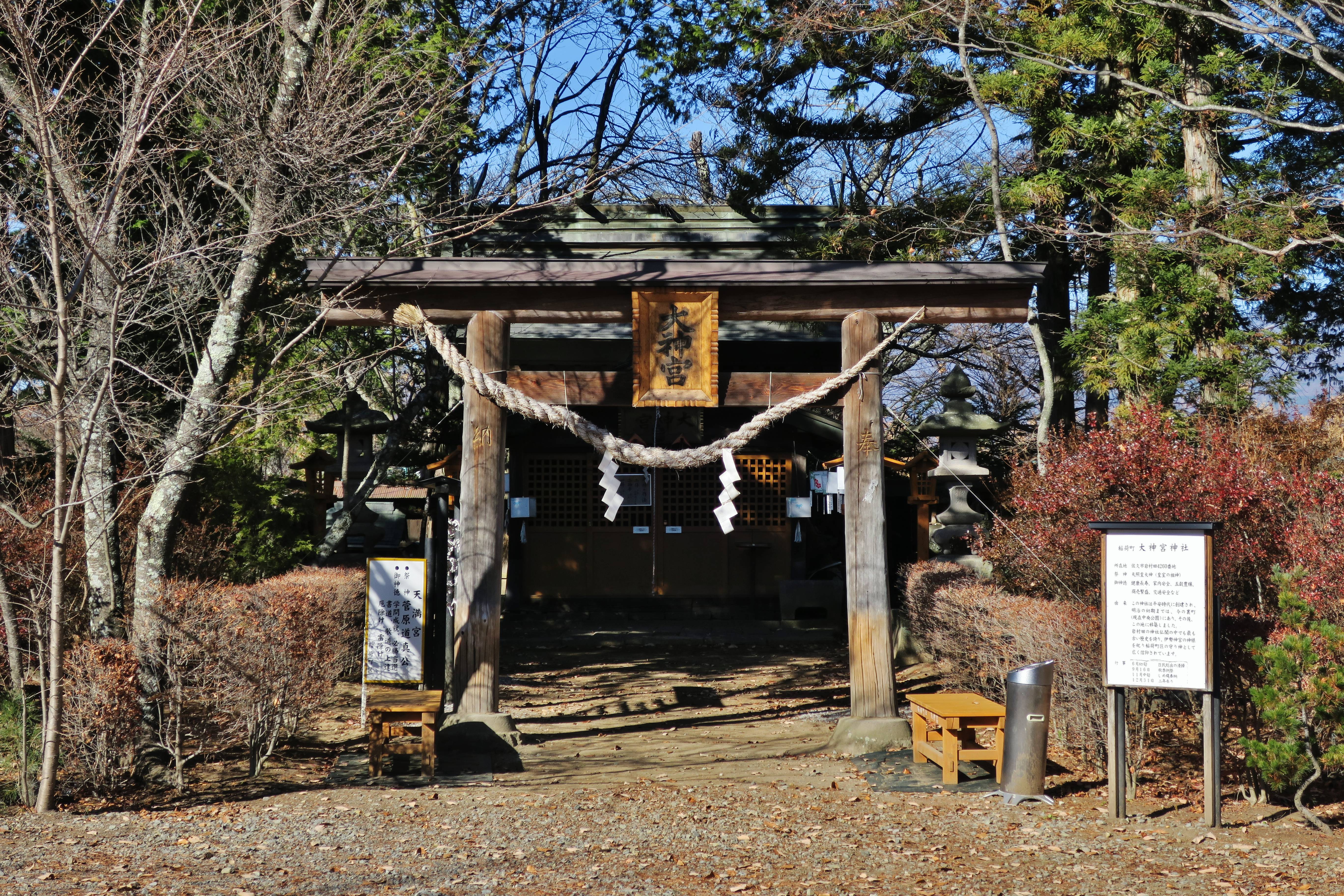
鳥居
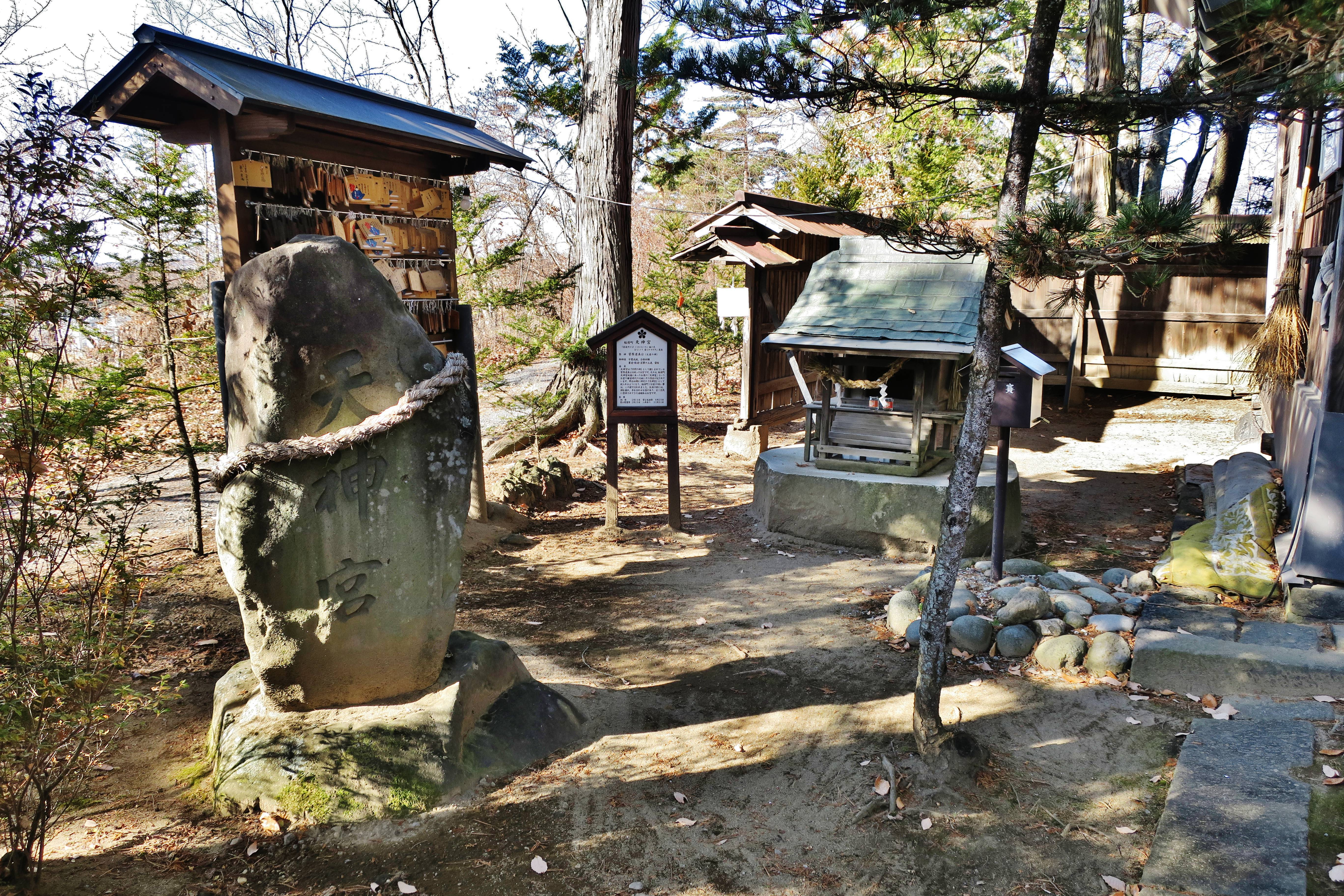
天神宮

## 祭事
- 区民総出の清掃（6月初旬）[2]
- 秋季例祭（9月16日）[2]
- しめ縄奉納（11月中旬）[2]
- 二年参り（12月31日）[2]